# 31e escadrille (Belgique)
La 31e escadrille (néerlandais : 31ste Smaldeel et anglais : 31st Squadron), est une escadrille de F-16 du 10e Wing tactique de la composante aérienne des forces armées belges basée à Kleine Brogel.